# Geranomyia neonumenius
Geranomyia neonumenius är en tvåvingeart som först beskrevs av Alexander 1930.  Geranomyia neonumenius ingår i släktet Geranomyia och familjen småharkrankar.
Artens utbredningsområde är Colombia. Inga underarter finns listade i Catalogue of Life.